# Венделл і Вайлд
Венделл і Вайлд (англ. Wendell & Wild) — анімаційний комедійний фільм жахів 2022 року, знятий режисером Генрі Селіком за сценарієм, написаним Селіком і Джорданом Пілом, на основі неопублікованої однойменної книги Селіка та Клея Маклеода Чепмена. Це перший повнометражний фільм Селіка після Кораліни (2009).

## Сюжет
Восьмирічна Кетрін «Кет» Елліот живе зі своїми батьками Делроєм і Вілмою, які володіють пивоварнею в місті Іржавий берег. 
Одного разу вночі під час шторму, по дорозі додому Кет була налякана двоголовим хробаком у її яблуці, що стало причиною з'їзду батька з мосту; лише Кет виживає після того, як мати пожертвувала своїм життям заради її порятунку. Тим часом у підземному світі брати-демони Венделл і Вайлд проводять дні, наносячи омолоджуючий крем для волосся на свого лисого батька, Баффало Белзера, і водночас мріють створити парк розваг, щоб кинути виклик «Ярмарку крику» Белзера. Вайлд постійно краде крем для волосся, з’їдаючи його через його галюциногенний ефект. Крем викликає у братів галюцинацію Кет.
Через п’ять років Кет — озлоблена тринадцятирічна злочинниця, яка любить панк-рок та звинувачує себе у смерті своїх батьків. Кет навчається в католицькій школі Іржавого берегу для дівчат, яку очолює отець Бестс. Трійця охайних однокласниць намагаються подружитися з Кет. Групу очолює Шівон Клаксон, чиї батьки Лейн та Ірмґард господарі приватної тюремної компанії Klaxon "Klax" Korp захопили місто. Кет ненавмисно прихиляється до Шівон, рятуючи її від падіння цегли, яке вона передбачила через ясновидіння, дивуючи саму себе. Пізніше Кет зустрічає Рауля Коколотля, трансгендера, який колись був другом Шівон і тим, хто випадково розбив цеглину, яка мало не впала на Шівон. Мати Рауля, Маріанна, переконана, що Клаксони є причиною підпалу пивоварні, та загибелі всі її працівників. Під час уроку, проведеного сестрою Геллі, Кет отримує пляму на руці, схожу на череп, коли вона наближається до столу Геллі, та каже їй, що вона повинна приховати цю пляму і нікому не розповідати. Знак захищає Венделла та Вайлда від одержимого плюшевого ведмедя, на ім'я Ведмединя, який поставив їй мітку біля столу Геллі, ідентифікуючи Кет як свою «пекельну діву», вони з’являються їй уві сні та дають порожню обіцянку відродити її батьків, хоча демони не можуть воскресити мертвих, якщо вона викликає їх у світ живих.
Кет викрадає Ведмеденя зі столу Геллі, необхідного для виклику Венделла та Вайлда. Геллі, яка колись сама була пекельною дівою, працює зі шкільним двірником і таємним мисливцем на демонів Манбергом «Безжалісним», який полює на демонів і утримує їх у банках.
Згодом виявляється, що отець Бестс перебував в союзі з Клаксонами, які вбивають його як останнього свідка пожежі на їхній фабриці. Після його похорону Кет залучає Рауля як свого свідка, щоб викликати братів-демонів, які принесли з собою крем для волосся батька Рауля після того, як виявили, що він може повертати мертві організми до життя. Однак, повернувшись неправильним шляхом, брати Венделл та Вайлд з’являються в іншій частині кладовища, а Кет вважає, що її обдурили. 
Венделл і Вайлд випробовують крем на Бестсі, який повертається до життя і переконує Клаксонів заплатити братам за оживлення померлих членів міської ради. Це дасть Клаксонам необхідні голоси, щоб зруйнувати місто та розширити свої в'язниці, але, побоюючись, що вони можуть воскресити когось іншого на кладовищі, де також знаходяться інші свідки підпалу пивоварні.[джерело?]

## Актори

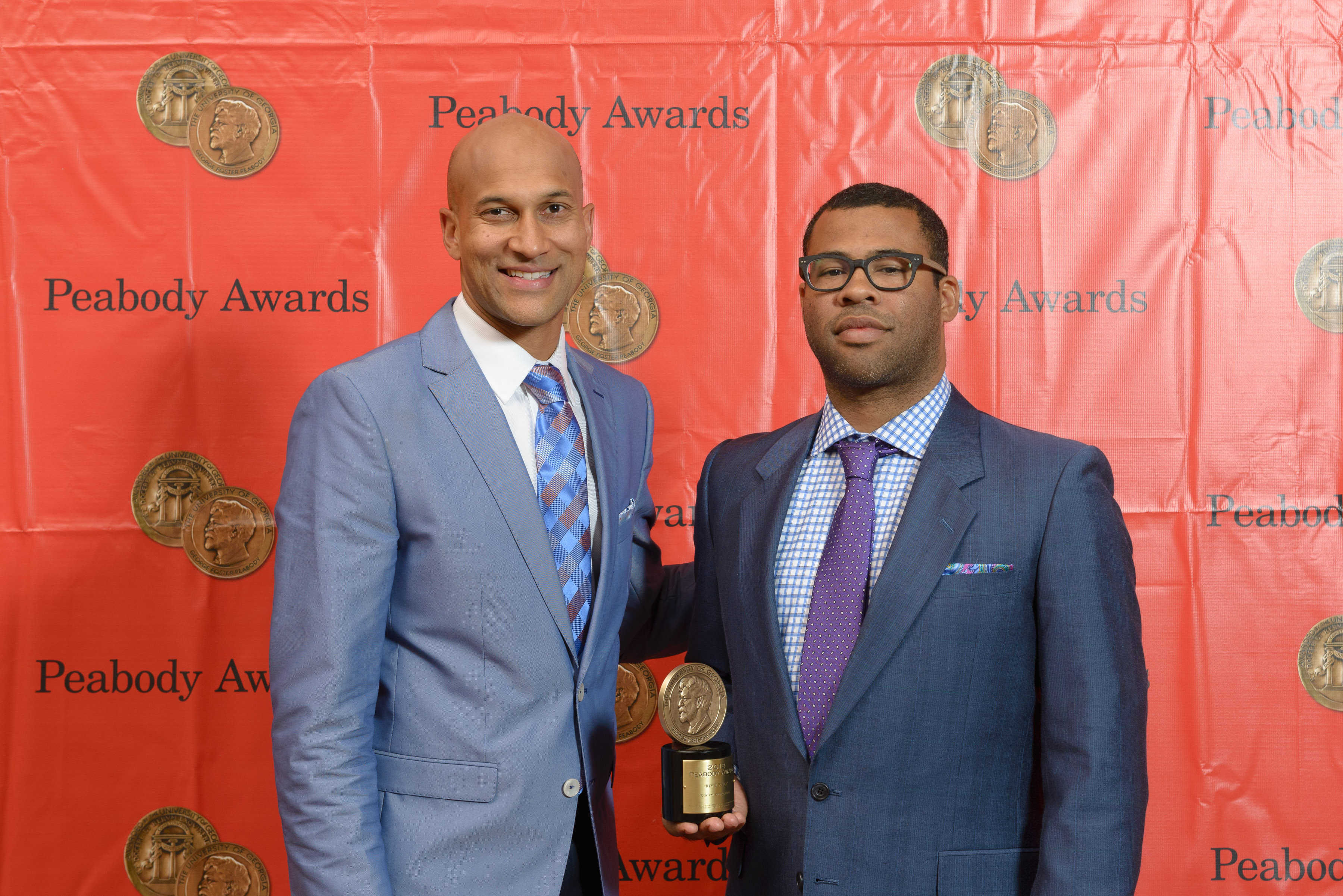
Комедійний дует Кіген-Майкл Кі (ліворуч) та Джордан Піл (2014)

- Кіген-Майкл Кі — Венделл
- Джордан Піл — Вайлд
- Лірік Росс — Кетрін «Кет» Конікуа Елліот
  - Серель Стрікленд — Кет в дитинстві
- Анджела Бассетт — Сестра Геллі
- Джеймс Хонг — Отець Бестс
- Вінг Реймс — Баффало Белзер
- Сем Зелая — Рауль Коколотль
- Тамара Смарт — Шівон Клаксон
- Гарі Гейтвуд — Делрой Елліот
- Габріель Денніс — Вілма Елліот
- Максін Пік — Ірмгард Клаксон
- Девід Гервуд — Лейн Клаксон
- Ігаль Наор — Манберг
- Сіма Вірді — Слоун
- Рамона Янг — Світі
- Наталі Мартінез — Маріанна Коколотль
- Танту Кардинал — Пані Хантер
- Мікеле Маріана — Сестра Дейлі
- Фібі Ламонт — Ведмеденя
- Нік Тарабей — Фавзі
- Джо Тран — Доктор Нго
- Керолайн Кроуфорд — Кассандра і Сьюкі Джордан

## Створення

### Розробка
3 листопада 2015 року стало відомо, що Генрі Селік розробляє нову мультиплікацію для Венделл та Вайлд, разом з Кіген-Майклом Кі та Джорданом Пілом, засновану на оригінальній історії Селіка. 14 березня 2018 року Netflix купив права на показ фільму. В інтерв’ю в липні 2019 року Кі описав процес озвучення: 
«Ми з Джорданом прийшли і провели сеанс в звукозаписних кабінах, сиділи, дивлячись один на одного, багато ідей текло, выдволікали один одного, щоб зберегти органічність почуттів. Зазвичай це закінчується на підлозі монтажної, коли ви чуєте голоси й бажаєте трохи витонченості — певного ритму. Ми витратили багато часу на початкову сцену, розкриваючи персонажів і структуру сцени. Потім він використовує це як натхнення, щоб продовжувати».
 Пабло Лобато був головним дизайнером ляльок у режимі стоп-моушн. 4 червня 2020 року Брюно Куле було затверджено як композитора стрічки. 14 березня 2022 року Netflix оприлюднив акторський склад на YouTube.

### Анімація
Станом на 15 червня 2020 року під час пандемії COVID-19 виробництво фільму велося дистанційно. В інтерв’ю The Hollywood Reporter від 8 жовтня 2020 року продюсер фільму, генеральний директор Gotham Group Еллен Голдсміт-Вейн, розповіла про проєкт: 
«Ми перебуваємо на середині етапу виробництва в Портленді, штат Орегон, де знімальна група постраждала від пожеж, COVID-19 та багатьох політичних і соціальних хвилювань. Це був дуже складний фільм.»
Монтажем займався Роберт Аніч, а оператором був Пітер Сог.

Після «Кораліни» Селік відчув, що стоп-моушн анімація стала настільки плавною, що її неможливо відрізнити від комп’ютерної, що порушує частину мети стоп-моушн. Він вирішив допустити недоробки, такі як збереження видимості ліній швів на обличчях чи зйомка меншої кількості кадрів в деяких сценах. За винятком програмного забезпечення для стоп-моушну під назвою Dragonframe, він використовував більш-менш ті самі типи інструментів і технік, які використовував у Кораліні понад десять років тому.
Частину фільму було зроблено під перекладну анімацію, щоб ляльки виглядали більш двовимірними. Вони були виготовлені з жерсті, покритої силіконом. Натхненний ляльковою анімацією «Гаррі Поттер і Смертельні реліквії: Частина 1» та ідеєю, спочатку призначеною для анімаційного фільму Селіка «Король тіней», який ще не був знятий на той момент, Венделл та Вайлд було створено як силуетна анімація, використовуючи комбінацію фізичних вирізів і CGI.

### Музика
Музику до фільму написав Бруно Куле. Саундтрек до фільму був відзначений акцентом на афро-панк гуртах і включає пісні «Ma and Pa» від Fishbone; "Germfree Adolescents" та "I Am a Poseur" — X-Ray Spex; "Ghost Town" — the Specials; "River" — Ibeyi; The Wolf" — the Brat; "You Sexy Thing" — Hot Chocolate ; "Young, Gifted, Black, in Leather" — Special Interest; "Freakin' Out"  — Death;  "Fall Asleep" — Big Joanie; "Cult of Personality" — Living Colour;  "Wolf Like Me"  — TV on the Radio; "Boot" — Tamar-kali; та "Raising the Dead" і "Scream Faire" від Coulais.
Говорячи про саундтрек до фільму, Селік зазначив:
До афро-панку був Fishbone. Насправді в планах було кілька чорних панк-груп. Fishbone це панк, ска, фанк. Але я зустрів тих хлопців, які й досі виступають, але я познайомився з ними в 80-х і одна з їх пісень є у фільмі. Я написав і зняв кліп на одну з їхніх пісень під назвою «Party at Ground Zero»... А ще є інші піонери того часу, про яких забули, про деяких пам’ятають та асоціюють з рухом афро-панку.
Продюсер Він Розенфельд запропонував використати трек «Ma and Pa» Fishbone як спосіб «побудувати міст завдяки звукам» між героями Кет та її батьками
.

## Реліз

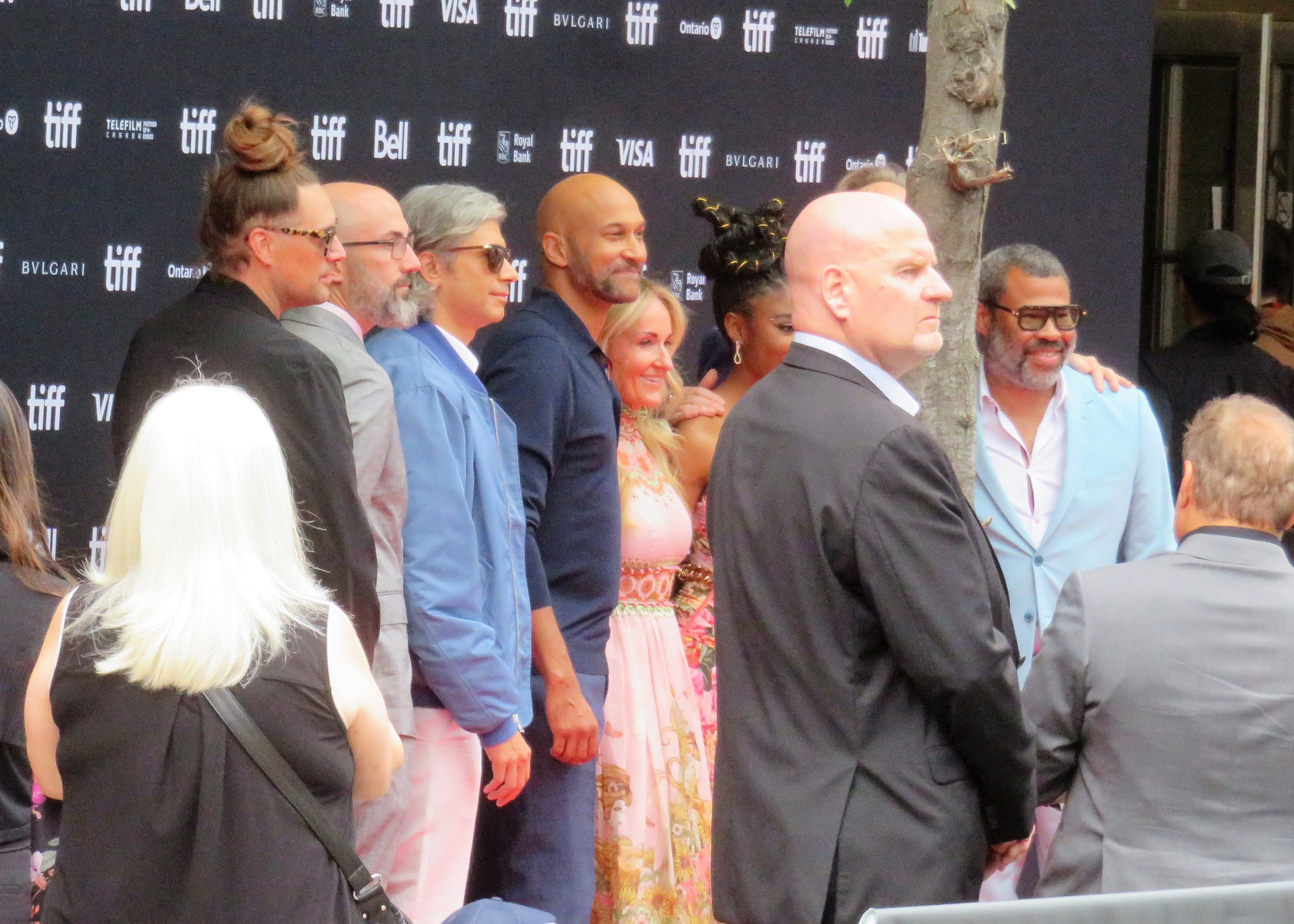
Актори та знімальна група на кінофестивалі в Торонто у 2022 році

Прем’єра фільму «Венделл і Вайлд» відбулася на Міжнародному кінофестивалі в Торонто 11 вересня 2022 року та вийшла в обмежений прокат у деяких кінотеатрах 21 жовтня 2022 року, а 28 жовтня 2022 року відбулася прем’єра на Netflix.
6 листопада 2018 року Netflix оголосив, що фільм буде доступний для потокової трансляції у 2021 році. 18 липня 2019 року Кі оголосив, що фільм планується випустити наприкінці 2020 року. 14 січня 2021 року генеральний директор Netflix Тед Сарандос повідомив, що реліз буде перенесено на «2022 або пізніше», щоб відповідати критеріям Netflix щодо випуску шести анімаційних фільмів на рік. Simon & Schuster адаптують сценарій до нової форми, щоб на його основі випустити повнометражний фільм.

## Відгуки
На Rotten Tomatoes 81% зі 118 відгуків критиків є позитивними із середньою оцінкою 6,9/10. Консенсус веб-сайту: «Велике візуальне дивацтво, що відповідає його амбітній та інклюзивній історії, Венделл і Вайлд — це моторошне задоволення для початківців шанувальників жахів». Metacritic, поставив фільму оцінку 69 зі 100 на основі 31 критика, вказуючи на «загалом схвальні відгуки».

### Номінації
| Нагорода                                      | Дата              | Категорія                                                      | одержувач(і)                                                                        | Результат | Прим.  |
| --------------------------------------------- | ----------------- | -------------------------------------------------------------- | ----------------------------------------------------------------------------------- | --------- | ------ |
| Hollywood Music in Media Awards               | 16 листопада 2022 | Найкраща оригінальна музика до фантастичного фільму            | Брюно Куле                                                                          | Номінація | [ 30 ] |
| Washington D.C. Area Film Critics Association | 12 грудня 2022    | Кращий повнометражний анімаційний фільм                        | Венделл і Вайлд                                                                     | Номінація | [ 31 ] |
| St. Louis Gateway Film Critics Association    | 18 грудня 2022    | Кращий анімаційний фільм                                       | Венделл і Вайлд                                                                     | Номінація | [ 32 ] |
| Alliance of Women Film Journalists            | 5 січня 2023      | Кращий анімаційний фільм                                       | Венделл і Вайлд                                                                     | Номінація | [ 33 ] |
| Alliance of Women Film Journalists            | 5 січня 2023      | Кращий анімаційний жіночий персонаж                            | "Кет" (Лірік Росс)                                                                  | Номінація | [ 33 ] |
| San Diego Film Critics Society                | 6 січня 2023      | Кращий анімаційний фільм                                       | Венделл і Вайлд                                                                     | Номінація | [ 34 ] |
| Critics' Choice Movie Awards                  | 15 січня 2023     | Кращий анімаційний фільм                                       | Венделл і Вайлд                                                                     | Номінація | [ 35 ] |
| Visual Effects Society Awards                 | 15 лютого 2023    | Кращий сюжет в анімаційному фільмі                             | Том Пруст, Ніколас Блейк, Колін Бебкок, Метью Пол Альбертус Кросс («Ярмарок крику») | Номінація | [ 36 ] |
| Visual Effects Society Awards                 | 15 лютого 2023    | Краща модель у фотореалістичному чи анімаційному проекті       | Пітер Дамен, Пол Гаррод, Ніколас Блейк («Ярмарок мрій»)                             | Номінація | [ 36 ] |
| Annie Awards                                  | 25 лютого 2023    | Кращий анімаційний повнометражний фільм                        | Венделл і Вайлд                                                                     | Номінація | [ 37 ] |
| Annie Awards                                  | 25 лютого 2023    | Кращий дизайн персонажів у повнометражному анімаційному фільмі | Пабло Лобато                                                                        | Номінація | [ 37 ] |
| Annie Awards                                  | 25 лютого 2023    | Краща режисура повнометражного анімаційного фільму             | Генрі Селік                                                                         | Номінація | [ 37 ] |